# Інвазивна процедура
Інвазивна процедура (від новолатинської invasivus; від invado — «входжу всередину») — медична процедура, пов'язана з проникненням через природні зовнішні бар'єри організму (шкіра, слизові оболонки).
Прикладом найпростішої інвазивної процедури є будь-яка ін'єкція, а найскладнішою — хірургічна операція.  Це основний спосіб, яким хірург, на відміну від терапевта, надає допомогу хворому.
Інвазивні процедури можуть застосовуватися також для діагностики. Прикладами інвазивних досліджень є інвазивне електрофізіологічне дослідження серця  та інвазивні генетичні перевірки ембріона  .

## Див.  також
- Малоінвазивна хірургія
- Неінвазивна процедура[en]